# Castillo de Niesytno
El castillo de Niesytno (en polaco: Zamek Niesytno) fue un castillo en el suroeste de Polonia, cerca del pueblo de Płonina (nombre alemán: Nimmersath), situado al oeste de Bolków. El Palacio de Płonina está construido sobre las ruinas del castillo de Niesytno, el lugar todavía se conoce como Castillo de Niesytno. Actualmente está en manos privadas y cerrado al público, pero se encuentra en la ruta turística del Castillo Piastowskich (Szlak Zamków Piastowskich).

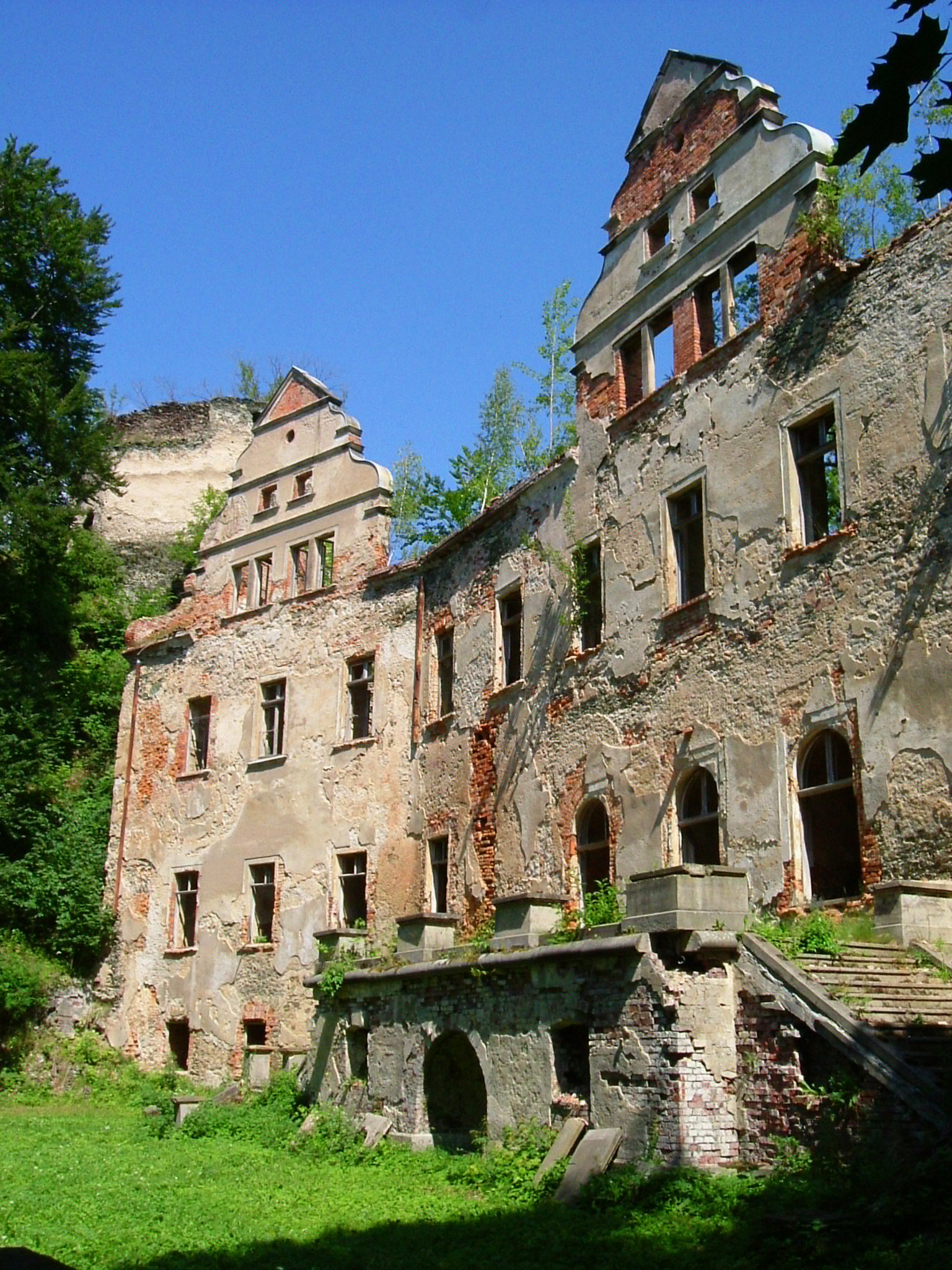
Frente al Palacio de Płonina

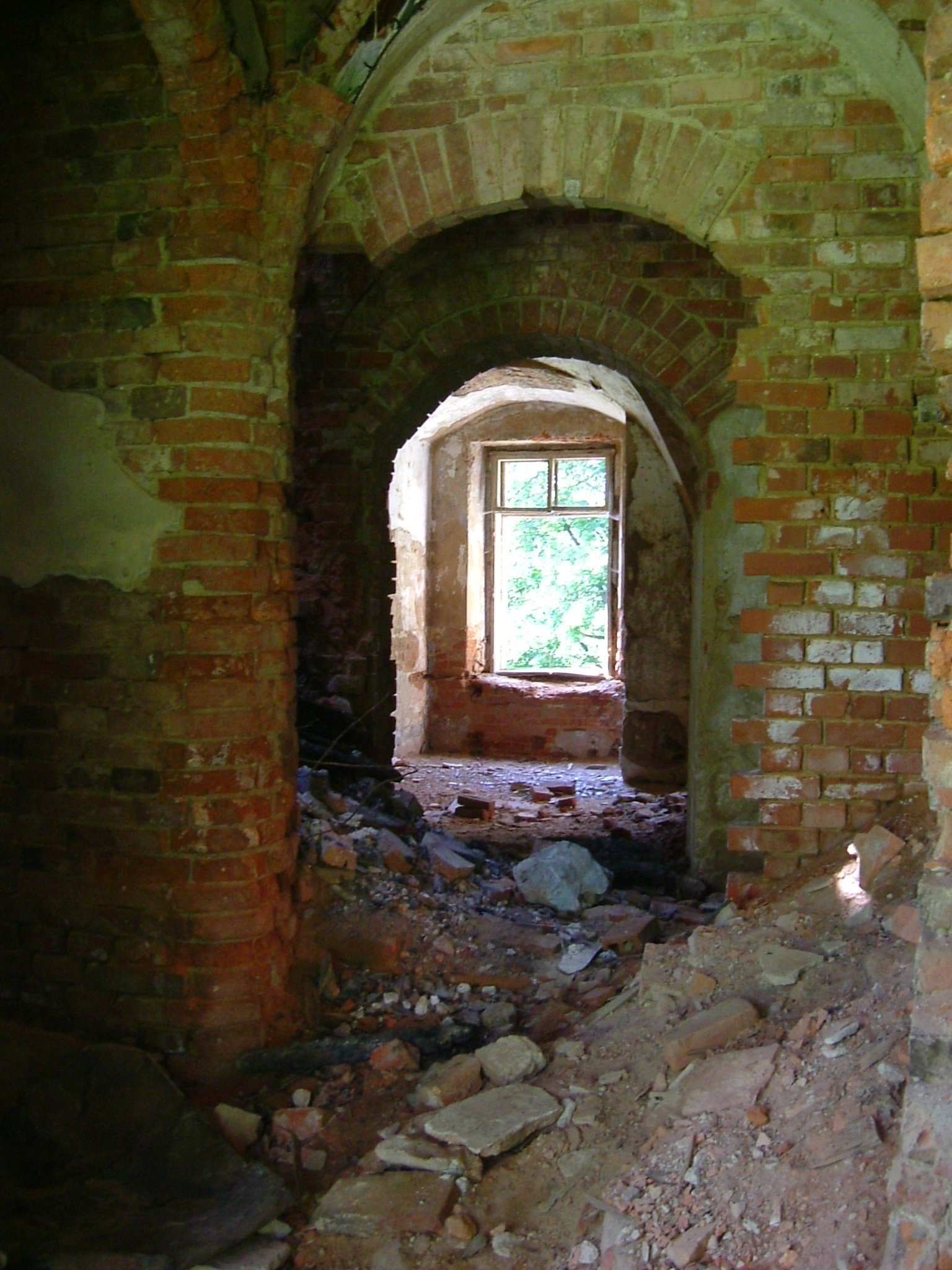
Estado actual de las cámaras interiores del palacio.

## Historia
La primera mención del castillo de Niesytno se remonta al siglo XIII, pero no se sabe quién lo construyó. Las leyendas hablan de la ocupación por husitas y mercenarios, y por lo tanto también se llamó Zakątek Strachu o Angstwinkel (rincón del miedo). Desde la segunda parte del siglo XV hasta el siglo XVII, el castillo estuvo habitado por el linaje la familia von Zedlitz. Ha sido una estructura de defensa militar en varias ocasiones.
El castillo de Nimmersath se mencionó por primera vez en una carta del arzobispo de Breslau, el obispo Konrad von Oels, al Gran Maestre de la Orden Teutónica en 1432. Informó al Gran Maestre que el castillo era propiedad de Hayn de Czirn (Tschirn) y base de rebeldes husitas.
En 1545, Georg von Zedlitz erigió una nueva residencia renacentista en el lado este del castillo, mientras que el antiguo castillo  probablemente se usó solo con fines económicos y de almacenamiento. Entre otras cosas, se creó una cocina en el área del antiguo ala residencial oeste. En el siglo XVIII, la parte medieval del castillo ya era una ruina descubierta.
Después del final de la Segunda Guerra Mundial, las ruinas del castillo pasaron a ser propiedad del fabricante de automóviles Fabryka Samochodów Ciężarowych de Lublin y se le hicieron algunas reparaciones.
Elżbieta Zawadzka-Malicka fue propietaria del castillo desde 1984 en adelante. El 2 de julio de 1990 se incendió debido a un incendio provocado y quedó completamente arruinado. Partes de las paredes de ladrillo quedaron después del incendio. En 2012 se comenzaron trabajos de construcción y remoción de escombro.